# KK Škrljevo
O Košarkaški klub Škrljevo é um clube profissional de basquetebol sediado na cidade de Čavle, Condado Litoral-Serrano, Croácia que atualmente disputa a Liga Croata. Foi fundado em 1973 e manda seus jogos na Dvorana Mavrinci que possui capacidade de 720 espectadores.